# Airco DH.4
L'Airco DH.4 fu un biplano biposto da bombardamento diurno realizzato durante la prima guerra mondiale dall'azienda britannica Aircraft Manufacturing Company. Fu progettato da Geoffrey de Havilland  e fu il primo bombardiere diurno inglese dotato di un efficace armamento difensivo.
Effettuò il suo primo volo nell'Agosto 1916 ed entrò in servizio nei Royal Flying Corps nel marzo del 1917. La maggioranza dei DH.4 realizzati furono però costruiti negli Stati Uniti d'America come biplano biposto generico e servirono sul fronte francese nelle file dello United States Army Air Service.

## Storia del progetto
Il prototipo dell'aereo effettuò il suo primo volo nell'agosto 1916 ed era equipaggiato con il nuovo motore 230 B.H.P., da 230 hp (172 kW). Nonostante i test sul motore si fossero rivelati un successo, si optò successivamente per equipaggiare il DH.4 con un motore Rolls-Royce Eagle in quanto il propulsore BHP fu oggetto di revisione prima della messa in produzione del velivolo.
Alcuni autori sostengono che il primo ordine (per 50 esemplari) sia stato commissionato all'Airco l'11 luglio del 1916, ancora prima che il prototipo si levasse in volo, mentre altri riportano che tale commessa sia da datare verso la fine del 1916.
Con il passare dei mesi, i nuovi aerei furono equipaggiati con le più recenti versioni del motore Rolls-Royce che fornivano maggiore potenza e alla fine del 1917 quasi tutti i velivoli al fronte disponevano di questi propulsori potenziati. Tuttavia, a causa della cronica carenza dei motori aeronautici Rolls-Royce, prodotti a ritmi non sufficienti a sostenere la domanda, furono presi in considerazione ed utilizzati anche motori alternativi, come il Royal Aircraft Factory RAF 3A da 200 hp (149 kW), il BHP ed il Siddeley Puma da 230 hp (172 kW) e il Fiat A.12 da 260 hp (194 kW) ma nessuno era in grado di eguagliare le prestazioni dell'Eagle. Gli esemplari di produzione statunitense vennero motorizzati con il Liberty L-12, unico motore che più si avvicinava alle prestazioni dell'Eagle III e che fu poi utilizzato anche nei DH.9A britannici.
La costruzione del velivolo in Inghilterra era suddivisa tra Airco, FW Berwick e Co, Glendower Aircraft Company, Palladium Autocars, Vulcan Motor and Engineering e Westland Aircraft Works. Un totale di 1 449 aerei (1 700 ordinati) furono costruiti nel Regno Unito per i Royal Flying Corps e il Royal Naval Air Service. In Belgio la Société Anonyme Belge de Constructions Aéronautiques (SABCA) ne realizzò ulteriori 15 nel 1926.
Negli Stati Uniti d'America il modello venne prodotto da Dayton-Wright Company (3 100 esemplari), Fisher Body Corporation (1 600) e Standard Aircraft Corporation (140), tutti equipaggiati con il motore Liberty L-12 di produzione nazionale. Furono ordinati 9 500 DH.4 ai produttori statunitensi, dei quali 1 885 raggiunsero effettivamente la Francia durante la guerra.
Dopo la guerra un certo numero di imprese, tra le quali la Boeing, furono incaricate dall'esercito statunitense di riconvertire i DH.4 eccedenti in DH.4B conosciuto anche come Boeing Modello 16. Tra marzo e luglio 1920 furono consegnati 111 esemplari di cui 50 ritornarono in azienda tre anni dopo per altre modifiche.
Nel 1923, l'esercito ordinò una nuova versione del DH.4 alla Boeing: questo velivolo era caratterizzato da una fusoliera di tubi di acciaio ricoperta con tessuto che sostituiva l'originale in legno compensato. Vennero realizzati tre prototipi designati DH-4M-1 (M per modernizzato) e successivamente furono posti in produzione assieme alla versione denominata DH-4M-2 realizzata dall'Atlantic Aircraft.
Successivamente 22 DH-4M-1 furono convertiti dall'esercito in aerei scuola con doppi comandi DH-4M-1T. Trenta esemplari furono dirottati dall'Esercito alla Marina per essere utilizzati dai Marine Corps, questi furono ribattezzati 02B-1 il modello base e O2B-2 per l'uso notturno ed internazionale.

## Tecnica

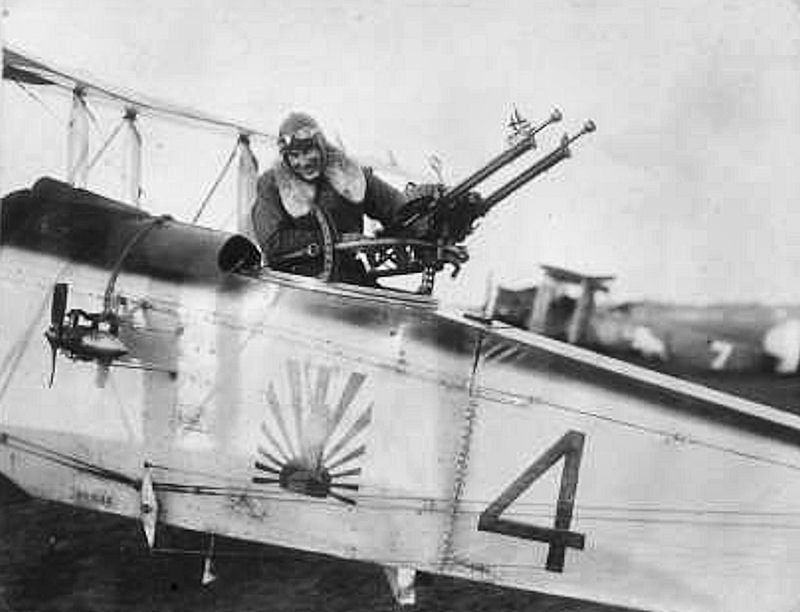
Un Dayton-Wright DH-4 del 135th Aero Squadron dell'USAAS schierato in Francia, sulla base di Toul; in primo piano le due mitragliatrici montate sull'anello Scarff.

### Cellula
L'Airco DH.4 era un biplano convenzionale per l'epoca: configurazione traente, interamente in legno di peccio e frassino. La fusoliera era realizzata in due sezioni distinte: la parte anteriore comprendeva i due abitacoli (scoperti ed in tandem) mentre la parte posteriore costituiva il tronco di coda. I longheroni delle due parti erano tra loro uniti mediante piastre metalliche; realizzati in peccio erano tra loro collegati da elementi distanziatori in frassino e solamente nella sezione posteriore erano presenti elementi incrociati a traliccio, a maggiore supporto dei piani di coda. Il rivestimento era in compensato.
Gli abitacoli erano insolitamente distanti tra loro, separati dal serbatoio del carburante principale; questa disposizione, pur garantendo un'ottima visuale durante le missioni ad entrambi i membri dell'equipaggio, creava seri problemi di comunicazione che anche la presenza di un tubo deputato allo scopo non riusciva a risolvere completamente.
Le ali avevano uguale, ampia, apertura e medesima corda; i due piani alari erano disposti a formare un leggero diedro positivo ed erano tra loro collegati da due coppie di montanti interalari paralleli. Il piano alare superiore era collegato alla fusoliera tramite montanti cabane, al centro dei quali era disposto un secondo serbatolio di carburante; il piano alare inferiore era leggermente scalato verso il posteriore del velivolo. Le superfici di controllo erano costituite da alettoni ed erano presenti su tutte le quattro semiali. L'impennaggio era di tipo classico e nelle forme anticipava le caratteristiche che avrebbero contraddistinto i tratti delle future realizzazioni firmate da Geoffrey de Havilland.
Il carrello d'atterraggio era fisso, con due ruote singole tra loro unite tramite assale rigido e collegate alla fusoliera da una struttura tubolare a "V".

### Motore
Come detto, la lunga vita operativa del DH.4 fu caratterizzata dall'impiego di unità motrici tra loro differenti sia per potenza che per architettura: si passò, senza particolari problemi, dai motori con sei cilindri in linea (B.H.P., Siddeley Puma, Fiat A.12) a quelli con dodici cilindri a V (Rolls-Royce Eagle, Liberty L-12, RAF 3A); in sostanza la cellula rimase invariata, tanto che l'aereo risultava più corto di solo 1 piede (30 centimetri) in caso di utilizzo dei motori Fiat o RAF.

### Armamento
L'armamento offensivo dell'Airco DH.4 era costituito da bombe, alloggiate in rastrelliere subalari, per un massimo di 460 lb (209 kg). Per la difesa il mitragliere, seduto nella postazione posteriore, disponeva di una o due mitragliatrici Lewis posizionate su un anello Scarff mentre il pilota poteva utilizzare una mitragliatrice Vickers sincrona montata sul muso.

## Impiego operativo

### Regno Unito
Il DH.4 entrò in servizio presso il 55th Squadron del RFC nel gennaio 1917. e successivamente altri squadron furono equipaggiati con tale mezzo per aumentare la loro potenza nei bombardamenti; alla fine della guerra i DH.4 erano in dotazione a sei diversi squadron. Anche il Royal Naval Air Service utilizzò tali velivoli in Francia, Italia e Mar Egeo, come anche per il pattugliamento delle coste in patria; in queste missioni se ne distinse in particolare uno con a bordo il Maggiore Egbert Cadbury e il capitano Robert Leckie come artigliere i quali abbatterono lo Zeppelin L70 il 5 agosto 1918.
Inoltre almeno una fonte ritiene che siano stati quattro DH.4 del Royal Naval Air Service a causare l'affondamento dell'U-Boot UB-12 il 19 agosto 1918, per quanto le indicazioni non siano unanimi e vi sia anche chi attribuisce alle mine la perdita del sommergibile.

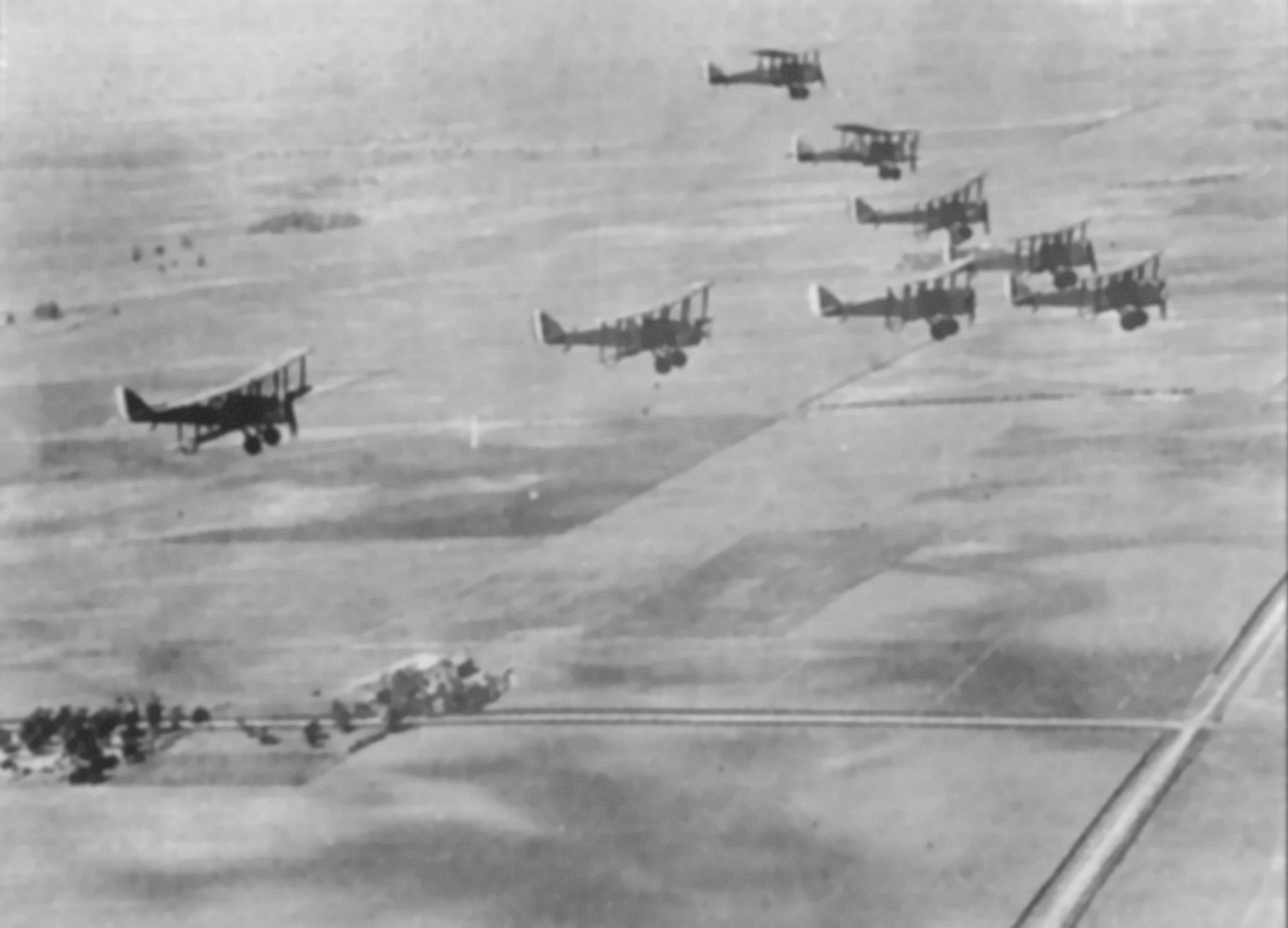
Una formazione di DH.4

Il DH.4 ebbe un enorme successo e, dalla storiografia, è stato spesso considerato il miglior bombardiere diurno monomotore della prima guerra mondiale ed il suo impatto nella storia del conflitto è paragonato a quello avuto dal Mosquito nel corso della seconda guerra mondiale.
Con la sua affidabilità e prestazioni - anche se a pieno carico con le bombe - l'aereo conquistava sempre più estimatori. Il DH.4 era facile da pilotare e soprattutto se dotato del motore Rolls-Royce Eagle, la sua velocità e le prestazioni lo mettevano spesso al riparo dagli attacchi degli aerei tedeschi, tanto che spesso il pilota non era accompagnato da nessun artigliere. Unico neo era la grande distanza che correva tra i due membri a bordo tanto da rendere le comunicazioni quasi impossibili. Su questo aspetto si ebbero delle critiche, specialmente da parte delle autorità statunitensi, che ritenevano il posizionamento del serbatoio tra i due uomini molto pericoloso; in realtà esistevano molti altri mezzi aerei che prendevano fuoco in volo più facilmente del DH.4. Comunque il rischio di incendio fu minimizzato con la sostituzione del sistema distribuzione del carburante nel 1917, anche se almeno inizialmente questi accorgimenti non furono adottati dagli statunitensi.
Nonostante il suo successo, i mezzi in servizio con la RFC iniziarono a diminuire a partire dalla primavera 1918, principalmente a causa di una carenza di motori, e la produzione passò al DH.9, che si rivelò deludente, essendo inferiore al DH.4 sotto molti aspetti.
Quando fu creata l'Independent Air Force, nel giugno 1918, per effettuare bombardamenti strategici in Germania vi fu fatto confluire anche il 55º squadrone con i suoi DH.4; durante le missioni di guerra, questo squadrone, sviluppò tattiche di attacco con formazioni a cuneo e bombardamenti comandati dal capo formazione; grazie alla loro potenza di fuoco difensiva subivano pochissimi attacchi nemici.
Dopo l'armistizio, la neocostituita RAF creò il 2º Squadrone Comunicazioni dotato di DH.4 con l'incarico di trasportare persone importanti alla conferenza di Pace di Parigi. Molti mezzi utilizzati a questo scopo furono modificati con una cabina chiusa per due passeggeri, su richiesta di Andrew Bonar Law. Questi velivoli furono designati DH.4A: almeno sette furono convertiti per la RAF, e altri nove per uso civile.

### Stati Uniti d'America

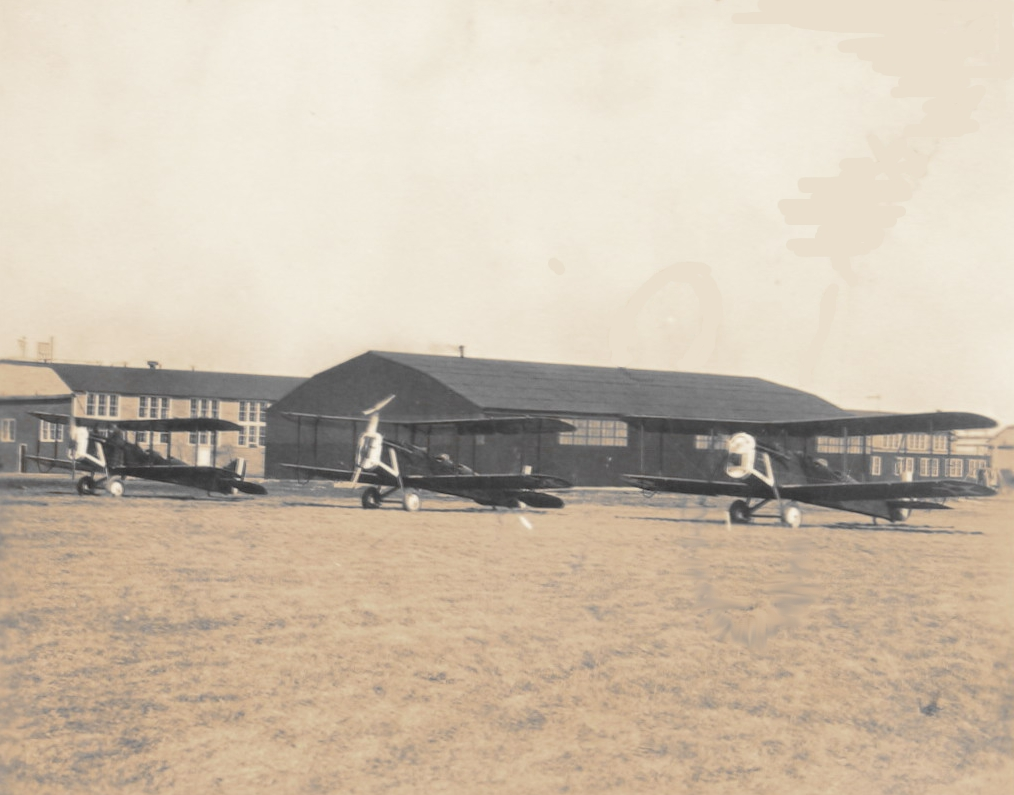
Tre DH.4B dell'USAAC nel 1927

Al momento della sua entrata in guerra, lo United States Army Air Service non aveva a disposizione nessun aereo adatto per i combattimenti in prima linea. Pertanto furono prodotti, dietro rilascio di apposita licenza, diversi esemplari di velivoli britannici e francesi; tra questi il DH.4, realizzati per la maggior parte dalla Dayton-Wright e dalla Fisher Body. Il primo esemplare di DH.4 realizzato negli Stati Uniti raggiunse la Francia nel maggio 1918 e combatté nell'agosto dello stesso anno. Il motore era un Liberty L-12 da 400 hp (298 kW) e fu dotato di due mitragliatrici Marlin calibro 7,62 mm posizionate sul muso e due Lewis a poppa; inoltre poteva trasportare 146 kg di bombe. Il maggior peso del motore Liberty riduceva marginalmente le prestazioni, rispetto a quanto ottenuto con il più potente Rolls-Royce Eagle VII, ma in ogni caso il velivolo, soprannominato "Liberty Plane", divenne lo standard statunitense per i velivoli biposto ad uso generico.
Gli equipaggi che volarono con il DH.4 ricevettero quattro delle sei medaglie al valore assegnate agli aviatori statunitensi e tra questi si ricordano il tenente Harold Ernest Goettler e il secondo tenente Erwin R. Bleckley che ricevettero l'onorificenza postuma perché abbattuti durante una missione per rifornire la 77ª divisione statunitense, tagliata fuori dall'offensiva tedesca nella Mosa-Argonne. Tra i destinatari di medaglia vengono ricordati anche il secondo tenente Ralph Talbot e il sergente mitragliere Robert G. Robinson degli United States Marine Corps per aver sconfitto 12 caccia tedeschi durante un bombardamento sul Belgio l'8 ottobre 1918. Il DH.4 fu utilizzato da 13 squadroni statunitensi fino alla fine del 1918.
Dopo la fine della prima guerra mondiale, gli Stati Uniti ebbero un forte eccesso di DH.4, incluse le versioni migliorate DH.4B che non furono spedite alla Francia. Si decise, pertanto, che i velivoli dislocati sul suolo francese sarebbero rimasti lì, mentre i modelli più obsoleti e i velivoli scuola furono bruciati in quello che divenne noto come "Billion Dollar Bonfire". Poiché le risorse economiche non erano sufficienti per lo sviluppo di nuovi mezzi aerei, né per l'acquisto di nuovi, i rimanenti DH.4 costituirono una parte importante della forza aerea statunitense per diversi anni, utilizzati in diversi ruoli e con più di 60 modifiche al progetto originale. Inoltre il velivolo ebbe anche ruoli sperimentali nei test di nuovi motori o nuove conformazioni alari e fu il primo aereo della storia ad effettuare con successo un rifornimento in volo (ripetuto ben 16 volte nell'arco dello stesso volo). I DH.4 rimasero in servizio fino al 1932.
L'aereo fu inoltre utilizzato dalla marina degli Stati Uniti sia durante la grande guerra che nel dopoguerra. La United States Naval Aviation ricevette 51 velivoli durante la guerra e 172 (DH.4B e DH.4B-1) dopo il conflitto; in più ricevette 30 DH.4M-1s, versione con la fusoliera in tubi di acciaio. La marina li utilizzò fino al 1929 e furono usati contro le fazioni ribelli durante l'occupazione statunitense del Nicaragua nel 1927.

### Impiego civile

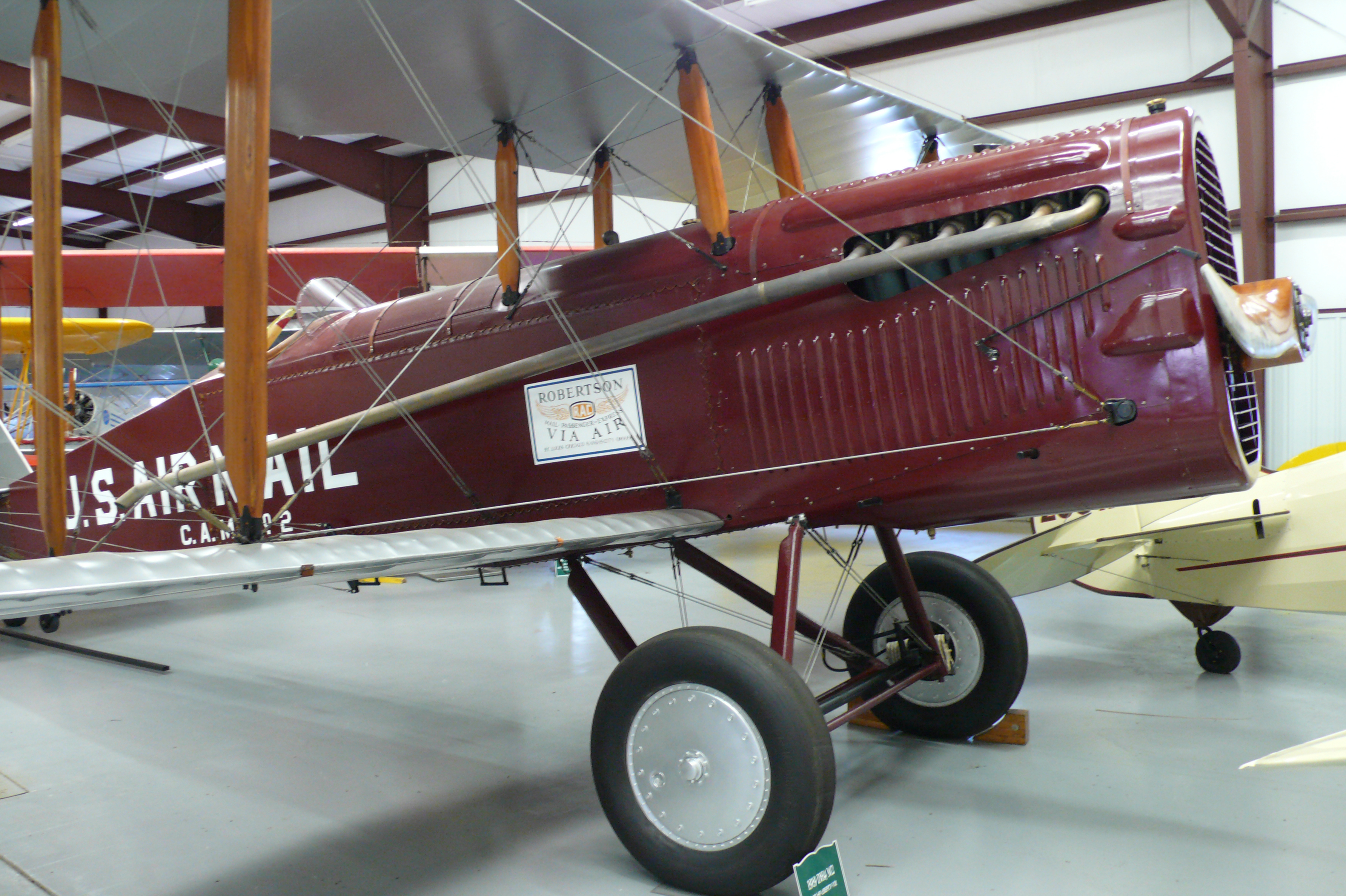
Un DH.4 del 1919 di proprietà dello United States Postal Service, esposto all'Historic Aircraft Restoration Museum.

Dopo la fine della prima guerra mondiale, i DH.4 e 4A furono utilizzati per assicurare servizi di linea per passeggeri in Europa da diverse compagnie come la Aircraft Transport and Travel, Handley Page Transport e la belga SNETA. Il velivolo G-EAJC della Aircraft Transport and Travel assicurò il primo servizio commerciale tra Hounslow e Parigi-Le Bourget il 25 agosto 1919, trasportando un cronista del quotidiano Evening Standard e un carico di giornali e altre merci. Questi mezzi furono utilizzati sempre dalla Aircraft Transport and Travel fino alla sua chiusura nel 1920, mentre Handley Page Transport e SNETA li mantennero operativi fino al 1921. Un solo aereo fu utilizzato dalla Air Lines Instone fino alla sua fusione con l'Imperial Airways nel 1924.
I DH.4 furono utilizzati anche dalla compagnia aerea australiana Qantas, che avviò il suo privo servizio di posta aerea nel 1922. Dodici DH.4 assegnati al Canada furono utilizzati per il pattugliamento boschivo, contribuendo a salvare dagli incendi migliaia di alberi e furono ritirati nel 1927.
Il servizio postale degli Stati Uniti utilizzò tale mezzo per i servizi di posta aerea; il primo di questi fu varato il 15 maggio 1918 tra Washington e New York. Nel 1919 la versione DH.4B fu modificata per andare incontro alle necessità del servizio postale; il pilota venne spostato al secondo posto, verso poppa, mentre l'altro abitacolo venne convertito in uno scompartimento stagno con una capacità di 180 kg; furono inoltre rivisitati sia il carrello che il timone di coda. I DH.4 furono utilizzati in seguito per garantire un servizio di posta aerea costa a costa, tra San Francisco e New York su una distanza di 4310 km, effettuato anche in orario notturno; il primo volo fu svolto il 21 agosto 1924. I DH.4 del furono utilizzati fino al 1927, quando il servizio postale divenne privato.

## Versioni

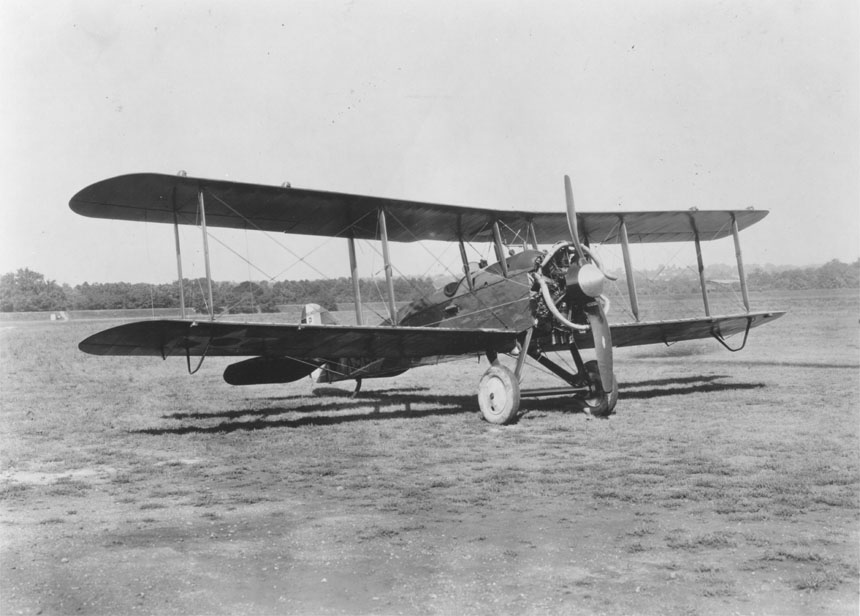
DH.4B con motore radiale Wright R-1.

### Versioni inglesi
(Dati tratti da "De Havilland Aircraft since 1909", se non indicato diversamente).
- DH.4 : Bombardiere biposto diurno.
- DH.4A : Versione civile. Due passeggeri ospitati in una cabina vetrata dietro pilota.
- DH.4R : Monoposto da gara equipaggiato con un motore Napier Lion da 450 hp (336 kW).

### Versioni statunitensi
(Dati tratti da "De Havilland Aircraft since 1909", se non indicato diversamente).
- DH-4 : Bombardiere biposto diurno, costruito negli Stati Uniti.
- DH-4A : Versione civile, costruita negli Stati Uniti.
- DH-4B : Versione con motore Liberty L-12 realizzata per l'U.S. Army Air Service. Il pilota venne trasferito dietro il serbatoio del carburante, vicino al passeggero.
  -     - DH-4B-1 : Serbatoi carburante maggiorati (420 L).
    - DH-4B-2 : Addestratore.
    - DH-4B-3 : Serbatoi carburante più capaci (511 L).
    - DH-4B-4 : Versione civile.
    - DH-4B-5 : Versione civile sperimentale con cabina chiusa.

  - DH-4BD : Versione con nebulizzatore per uso fitosanitario.
  - DH-4BG : Versione con fumogeno.
  - DH-4BK : Versione per volo notturno.
  - DH-4BM: Monoposto utilizzato per le comunicazioni.
    - DH-4BM-1 : Doppi comandi.
    - DH-4BM-2 : Doppi comandi.

  - DH-4-BP : Versione sperimentale per ricognizione fotografica.
    - DH-4-BP-1 : BP per ricognizione visiva.

  - DH-4BS : Aereo test per motore Liberty potenziato.
  - DH-4BT : Addestratore con doppi comandi.
  - DH-4BW : Aereo test per motore Wright H.
- DH-4C : Versione con motore da 220 kW Packard.
- DH-4L : Versione civile.
- DH-4M : Fusoliera in tubi di acciaio.
- DH-4Amb : Ambulanza aerea.
- DH-4M-1 - Modello dopoguerra della Boeing (Model 16) con una nuova fusoliera denominato O2B-1 dalla marina.
  - DH-4M-1T - Addestratore con doppi comandi.
  - DH-4M-1K - Rimorchiatore.
  - O2B-2 - Versione internazionale e per volo notturno per la marina.
- DH-4M-2 - Versione dopoguerra prodotta dall'Atlantic.
- L.W.F. J-2 - Versione bimotore a lungo raggio dell'DH.4, equipaggiata con due motori Hall-Scott-Liberty 6 (150 kW). 30 esemplari realizzati, 20 per il servizio postale e 10 per l'esercito.[43][44]

## Utilizzatori

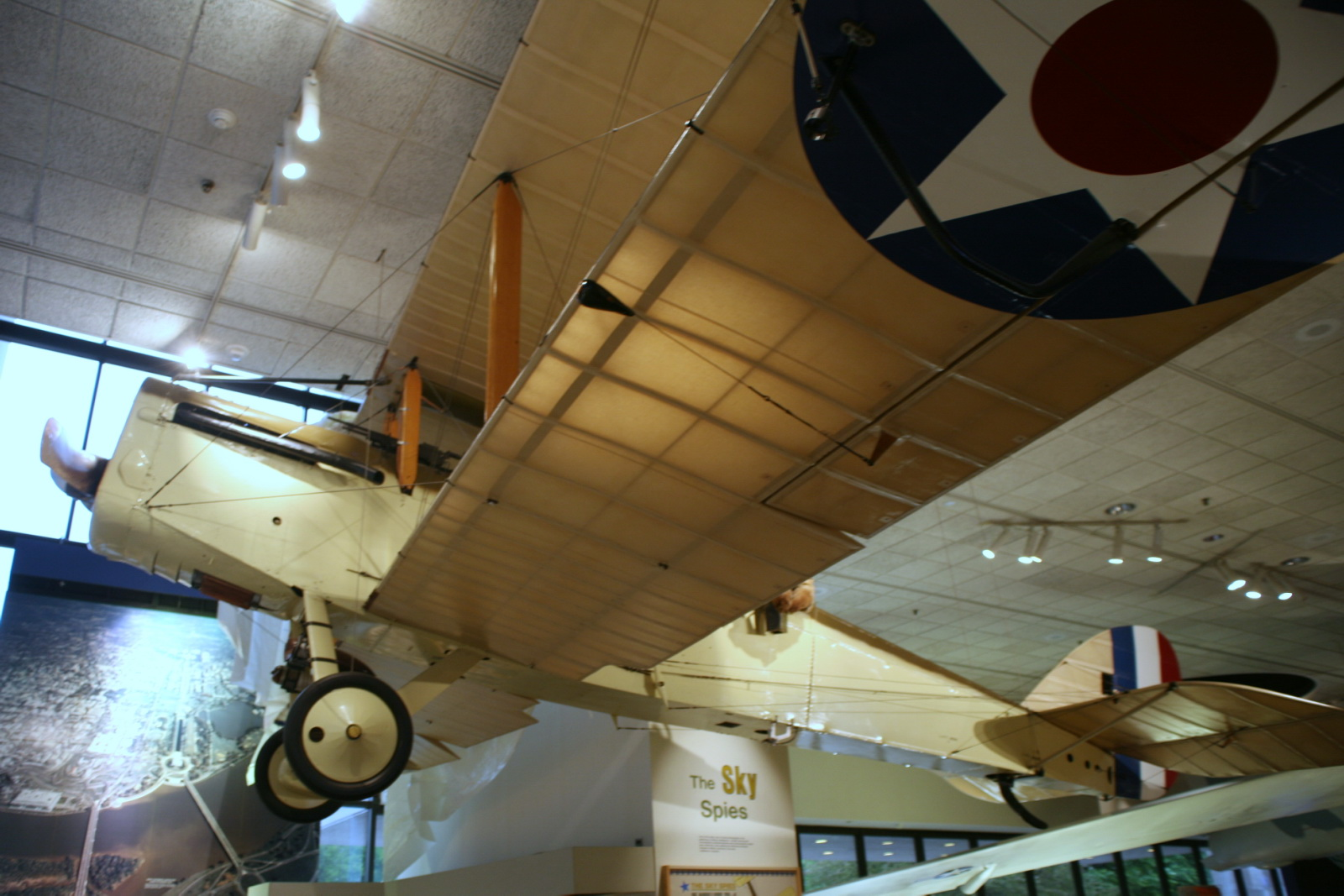
DH.4 esposto al National Museum of the United States Air Force.

### Civili
Australia
- Qantas

 Belgio
- SNETA

 Regno Unito
- Aircraft Transport and Travel Limited
- Handley Page Transport
- Imperial Airways
- Instone Air Line

 Stati Uniti
- U.S. Air Mail

### Militari
Belgio
- Aviation militaire

 Canada
- Royal Canadian Air Force

 Cile
- Servició de Aviación Militar de Chile

 Cuba
- Cuerpo Aéreo del Ejército de Cuba

 Grecia
- Ellenikì Polemikì Aeroporia

 Iran
- Niru-ye Havayi-ye Shahanshahiy-e Iran

 Messico
- Fuerza Aérea Mexicana

 Nicaragua
- Guardia Nacional[45]

 Nuova Zelanda
- New Zealand Permanent Air Force

operò con due esemplari utilizzati tra il 1919 e il 1929.
 Regno Unito
- Royal Flying Corps
- Royal Air Force
- Royal Naval Air Service

 Spagna
- Aeronáutica Militar Española

 Stati Uniti
- United States Army Air Service
- United States Navy
- United States Marine Corps

 Sudafrica
- South African Air Force

## Velivoli esistenti
Un esemplare della versione DH.4B è esposto nella collezione del National Museum of the United States Air Force con sede a Dayton, in Ohio.
Esiste inoltre una replica in condizioni di volo, utilizzata dall'associazione neozelandese Vintage Aviator Limited per le esibizioni commemorative negli air show.

### Annotazioni
1. ↑  Da cui la sigla DH.
2. ↑  Dai piloti statunitensi DH.4 fu soprannominato flaming coffin, ossia bara fiammeggiante.
3. ↑  Falò del miliardo di dollari.

### Fonti
1. 1 2  Jackson, 1987, p. 58.
2. 1 2  Bruce, 1991, p. 22.
3. 1 2 3 4 5 6 7  Mason, 1994, pp. 66-69.
4. ↑  Jackson, 1987, p. 53.
5. 1 2  Davis, 2001, p. 48.
6. ↑  Bruce, 1695, p. 4.
7. ↑  Jackson, 1987, p. 54.
8. ↑  Jackson, 1987, p. 60.
9. ↑  Bruce, 1991, p. 40.
10. ↑  Bowers, 1989, p. 67.
11. ↑  Bowers, 1989, p. 70.
12. 1 2  Davis, 2001, pp. 48-9.
13. 1 2 3  Bruce, 1952, p. 507.
14. ↑  Davis, 2001, p. 49.
15. ↑  Jackson, 1987, p. 62.
16. 1 2  Thetford, 1978, p. 86.
17. ↑  UB 12 - German and Austrian U-boats of World War One, in "uboat.net".
18. ↑  Jackson, 1987, pp. 54-56.
19. 1 2  Jackson, 1987, p. 56.
20. ↑  Maurer, 1979, pp. 12, 87, 120, 132.
21. ↑  Williams, 1999, p. 83.
22. ↑  Maurer, 1979, p. 551.
23. ↑  Williams, 1999, p. 84.
24. ↑  Jackson, 1987, p. 77.
25. ↑  Jackson, 1987, p. 81.
26. 1 2  De Havilland DH.4, in "National Museum of the US Air Force".
27. ↑  Robert Guy Robinson, First Lieutenant, United States Marine Corps, in "Arlington National Cemetery".
28. ↑  Angelucci, 1981, p. 79.
29. ↑  Swanborough e Bowers, 1963, p. 198.
30. ↑  Bruce, 1952, p. 510.
31. ↑  First Air-to-Air Refueling, in "National Museum of the US Air Force".
32. ↑  Swanborough e Bowers, 1963, p. 199.
33. 1 2  Swanborough e Bowers, 1976, p. 156.
34. ↑  Jackson, 1973, p. 41.
35. ↑  Jackson, 1987, p. 79.
36. ↑  Jackson, 1973, p. 43.
37. ↑  Jackson, 1973, p. 40.
38. ↑  Jackson, 1973, pp. 70-1.
39. 1 2  deHavilland DH-4, in "Smithsonian National Postal Museum".
40. ↑  Swanborough e Bowers, 1963, p. 201.
41. ↑  Jackson, 1987, p. 75.
42. ↑  Jackson, 1987, p. 67.
43. ↑  American airplanes: Lo - Lu, in "K.O. Eckland's AEROFILES".
44. ↑  Swanborough e Bowers 1963, pp. 202-3.
45. ↑  Nicaragua Air Force, in "Aeroflight".
46. ↑  1917 Airco DH.4 (British Military), in "Century Aviation".

### Pubblicazioni
- (EN) John McIntosh Bruce, The De Havilland D.H.4., in Flight, Sutton, Surrey - UK, Reed Business Information Ltd., 17 ottobre 1952,  pp. 506-10. URL consultato il 9 gennaio 2019.
- (EN) John McIntosh Bruce, The de Havilland D.H.4, collana Aircraft Profile, vol. 26, Leatherhead, UK, Profile Publications, settembre 1965, ISBN non esistente.